# Clube Náutico América
O Clube Náutico América (CNA) é um clube brasileiro de remo, sediado na cidade de Blumenau, no estado de Santa Catarina. Sua sede está localizada no Edifício América, no bairro Centro.
O América foi fundado em 20 de outubro de 1920 e desde então acumula grande número de títulos, como o de campeão sul-americano, campeão brasileiro, estadual e títulos internacionais.

## Infra-estrutura
Além dos treinos ao ar livre, o América possui um tanque de remo que dá condições de iniciação ao esporte e oferece treinamento até corrigir remadores de ponta. O clube também conta com uma lancha a motor, para acompanhar os treinos no rio, e um moderno equipamento chamado remoergômetro, que fornece informações e dados técnicos indispensáveis para atletas que queiram melhorar sua performance. O equipamento é tão importante que a Confederação Brasileira de Remo (CBR) utiliza o remoergômetro para as eliminatórias de remo. 
O América também dispõe de banheiro masculino e feminino, vestiários, garagem adaptada para receber os barcos de competição, sala de aula com condições para receber 40 alunos, com televisão e equipamento de vídeo para apresentar instruções. Uma filmadora também é utilizada para acompanhar os treinos. O clube conta ainda com cozinha, refeitório e academia, técnico de remo, marceneiro, secretário, preparador físico e professor. 

## Títulos
- Campeonato Catarinense de Remo  : 1957